# شهرستان ضالع
 ضالع  به عربی ( الضالع ) شهریست در یمن جنوبی، از توابع استان ضالع در کشور یمن در شبه جزیره عربستان. این شهر در جنوب شهر أب واقع شده‌است.

## جمعیت
جمعیت شهر ضالع در حدود ۸۰۲۱۳ نفر است.